# Antonio del Hoyo
Antonio del Hoyo Álvarez (Madrid, 30 dicembre 1939 – Madrid, 10 marzo 2014) è stato un avvocato e dirigente sportivo spagnolo, noto per essere stato il 24º presidente dell'Atlético Madrid, nel 1982.

## Biografia
Antonio del Hoyo è stato un avvocato di Madrid che, in seguito alla sanzione ricevuta da Alfonso Cabeza nel 1982 da parte della RFEF, divenne presidente dell'Atlético Madrid il 3 marzo dello stesso anno. La presidenza del Hoyo avvenne in un periodo storico non particolarmente florido per l'Atlético, che versava in pessime condizioni sportive e finanziarie. Le cessioni dei calciatori Marcos Alonso Peña e Julio Alberto Moreno ai rivali del Barcellona furono accolte male da dirigenza e tifosi, e il 27 aprile dell''82 - dopo appena 55 giorni - rassegnò le proprie dimissioni.
Fu sostituito da Agustín Cotorruelo.